# Cristoforo di Württemberg
Cristoforo di Württemberg (Bad Urach, 12 maggio 1515 – Stoccarda, 28 dicembre 1568) fu il quarto duca del Württemberg dal 1550 sino alla sua morte.
Era figlio del duca Ulrico di Württemberg (1487 – 1550) e di Sabina di Baviera (1492 – 1564).

## Biografia
Cristoforo di Wüttemberg nacque a Bad Urach il 12 maggio 1515, sua madre Sabina fuggì, ritornando presso i suoi genitori a Monaco di Baviera ed il neonato, insieme alla sorella più grande, Anna, rimase presso il padre a Stoccarda. Allorché l'alleanza sveva si mobilitò contro il padre Ulrico, questi trasferì i figli nella rocca di Hohentübigen. Dopo la resa della rocca ed il bando di Ulrico del 1519, il giovane Cristoforo fu inviato ad Innsbruck alla corte dell'imperatore Carlo V, successore del prozio Massimiliano I. Qui fu cresciuto e poté acquisire un'importante esperienza politica. Nel frattempo il Württemberg era finito sotto l'amministrazione austriaca.
Sua madre, Sabina, fece molti sforzi per assicurare al figlio la successione al trono. Nel frattempo egli viaggiò al seguito dell'imperatore per mezza Europa: nell'inverno del 1530 partecipò all'incoronazione del re a Colonia, nell'anno successivo era nei Paesi Bassi, nel 1532 combatté con l'imperatore contro i turchi a Vienna, ed in seguito fu in Italia ed in Spagna. Nel 1532 si trovò del tutto privo di mezzi, poiché non riceveva sussidi né da Ferdinando né da Carlo. Cristoforo si vedeva nel ruolo dell'erede scomodo e temeva di venir prima o poi fisicamente eliminato. Per questo motivo si diede alla latitanza per qualche tempo con il suo amico e maestro Michele Tiffernus.
Il padre Ulrico riuscì nel 1534, dopo la battaglia di Lauffen, a riottenere la signorìa del Württemberg ove introdusse la Riforma protestante. Contemporaneamente al ritorno di Ulrico anche il diritto di successione di Cristoforo fu assicurato, quantunque il padre avesse tenuto verso il figlio un atteggiamento piuttosto distante e solo quando i due dovettero riconoscere che un loro conflitto poteva condurre alla perdita del ducato da parte della dinastia, si riavvicinarono. Cristoforo si convertì al protestantesimo e ricevette con un accordo nel 1542 la nomina a governatore della contea di Mömpelgard, sulla riva sinistra del Reno.
Nel 1544 sposò, con la mediazione del padre, Anna Maria di Brandeburgo-Ansbach, proveniente da una dinastia protestante, rafforzando la sua posizione confessionale.
Quando nel 1550 Ulrico morì, si ebbe nel Württemberg l'interinato imperiale. Nel 1552 Cristoforo poté ottenere, con l'accordo di Passau, la revoca a suo favore dell'interinato, ma dovette scongiurare con un grosso pagamento la scorrettezza imperiale. Negli anni successivi, attraverso una notevole mole di editti, rinnovò l'amministrazione dello Stato e della Chiesa. Queste riforme furono codificate in un'opera giuridica di base, il Grande ordinamento ecclesiastico del 1559.
Il più importante consigliere nelle questioni religiose fu il riformatore Giovanni Brenz. L'impostazione teologica del Württemberg esercitò una grande influenza sulle altre Chiese protestanti locali.
A Cristoforo successe il figlio, l'unico che gli sopravvisse, Ludovico.

## Matrimonio ed eredi
Cristoforo sposò nel 1544 Anna Maria, figlia di Giorgio di Brandeburgo-Ansbach. Da questo matrimonio nacquero i seguenti figli:
- Eberardo (1545 - 1568);
- Edvige (1547-1590), sposò Luigi IV d'Assia-Marburg;
- Elisabetta (1548-1592), sposò Giorgio Ernesto di Henneberg-Schleusingen e successivamente Giorgio Gustavo conte palatino di Veldenz-Lauterecken;
- Sabina (1549-1582), sposò Guglielmo IV d'Assia-Kassel;
- Emilia (1550-1589), sposò Riccardo di Simmern-Sponheim;
- Eleonora (1552-1618), sposò Gioacchino Ernesto di Anhalt e successivamente Giorgio I d'Assia-Darmstadt;
- Ludovico (1554-1593);
- Dorotea Maria (1559-1639), sposò Ottone Enrico del Palatinato-Sulzbach;
- Anna (1561-1616), sposò Giovanni Giorgio di Slesia-Liegnitz e successivamente Federico IV di Slesia-Liegnitz;
- Sofia (1563-1590), sposò Federico Guglielmo I di Sassonia-Weimar.

## Ascendenza
|                                  |                        |                                        | Genitori                            |  |  | Nonni |  |  | Bisnonni                          |  |  | Trisnonni                  |  |
|                                  |                        |                                        |                                     |  |  |       |  |  | Ulrico V di Württemberg-Stoccarda |  |  | Eberardo IV di Württemberg |  |
|                                  |                        |                                        |                                     |  |  |       |  |  | Ulrico V di Württemberg-Stoccarda |  |  | Eberardo IV di Württemberg |  |
|                                  |                        | Enrichetta di Mömpelgard               |                                     |  |  |       |  |  | Ulrico V di Württemberg-Stoccarda |  |  |                            |  |
| Enrico di Württemberg-Mömpelgard |                        |                                        |                                     |  |  |       |  |  | Ulrico V di Württemberg-Stoccarda |  |  |                            |  |
|                                  |                        | Elisabetta di Baviera-Landshut         | Federico di Baviera-Landshut        |  |  |       |  |  |                                   |  |  |                            |  |
|                                  |                        | Elisabetta di Baviera-Landshut         | Federico di Baviera-Landshut        |  |  |       |  |  |                                   |  |  |                            |  |
|                                  |                        | Elisabetta di Baviera-Landshut         | Maddalena Visconti                  |  |  |       |  |  |                                   |  |  |                            |  |
| Ulrico di Württemberg            |                        | Elisabetta di Baviera-Landshut         |                                     |  |  |       |  |  |                                   |  |  |                            |  |
|                                  |                        | Simone VI Wecker di Zweibrücken-Bitsch | Friedrico di Zweibrücken-Bitsch     |  |  |       |  |  |                                   |  |  |                            |  |
|                                  |                        | Simone VI Wecker di Zweibrücken-Bitsch | Friedrico di Zweibrücken-Bitsch     |  |  |       |  |  |                                   |  |  |                            |  |
|                                  |                        | Simone VI Wecker di Zweibrücken-Bitsch | Anna di Alten-Neuen-Baumberg        |  |  |       |  |  |                                   |  |  |                            |  |
| Elisabetta di Zweibrücken-Bitsch |                        | Simone VI Wecker di Zweibrücken-Bitsch |                                     |  |  |       |  |  |                                   |  |  |                            |  |
|                                  |                        | Elisabetta di Lichtenberg-Lichtenau    | Ludovico V di Lichtenberg-Lichtenau |  |  |       |  |  |                                   |  |  |                            |  |
|                                  |                        | Elisabetta di Lichtenberg-Lichtenau    | Ludovico V di Lichtenberg-Lichtenau |  |  |       |  |  |                                   |  |  |                            |  |
|                                  |                        | Elisabetta di Lichtenberg-Lichtenau    | Elisabetta di Hohenlohe-Weikersheim |  |  |       |  |  |                                   |  |  |                            |  |
| Cristoforo di Württemberg        |                        | Elisabetta di Lichtenberg-Lichtenau    |                                     |  |  |       |  |  |                                   |  |  |                            |  |
|                                  | Alberto III di Baviera | Ernesto di Baviera-Monaco              |                                     |  |  |       |  |  |                                   |  |  |                            |  |
|                                  | Alberto III di Baviera | Ernesto di Baviera-Monaco              |                                     |  |  |       |  |  |                                   |  |  |                            |  |
|                                  | Alberto III di Baviera | Elisabetta Visconti                    |                                     |  |  |       |  |  |                                   |  |  |                            |  |
| Alberto IV di Baviera            | Alberto III di Baviera |                                        |                                     |  |  |       |  |  |                                   |  |  |                            |  |
|                                  |                        | Anna di Braunschweig-Grubenhagen       | Erich I di Braunschweig-Grubenhagen |  |  |       |  |  |                                   |  |  |                            |  |
|                                  |                        | Anna di Braunschweig-Grubenhagen       | Erich I di Braunschweig-Grubenhagen |  |  |       |  |  |                                   |  |  |                            |  |
|                                  |                        | Anna di Braunschweig-Grubenhagen       | Elisabetta di Brunswick-Göttingen   |  |  |       |  |  |                                   |  |  |                            |  |
| Sabina di Baviera                |                        | Anna di Braunschweig-Grubenhagen       |                                     |  |  |       |  |  |                                   |  |  |                            |  |
|                                  |                        | Federico III d'Asburgo                 | Ernesto I d'Asburgo                 |  |  |       |  |  |                                   |  |  |                            |  |
|                                  |                        | Federico III d'Asburgo                 | Ernesto I d'Asburgo                 |  |  |       |  |  |                                   |  |  |                            |  |
|                                  |                        | Federico III d'Asburgo                 | Cimburga di Masovia                 |  |  |       |  |  |                                   |  |  |                            |  |
| Cunegonda d'Austria              |                        | Federico III d'Asburgo                 |                                     |  |  |       |  |  |                                   |  |  |                            |  |
|                                  |                        | Eleonora d'Aviz                        | Edoardo del Portogallo              |  |  |       |  |  |                                   |  |  |                            |  |
|                                  |                        | Eleonora d'Aviz                        | Edoardo del Portogallo              |  |  |       |  |  |                                   |  |  |                            |  |
|                                  |                        | Eleonora d'Aviz                        | Eleonora d'Aragona                  |  |  |       |  |  |                                   |  |  |                            |  |
|                                  |                        | Eleonora d'Aviz                        |                                     |  |  |       |  |  |                                   |  |  |                            |  |